# La Chapelle-de-Bragny
La Chapelle-de-Bragny – miejscowość i gmina we Francji, w regionie Burgundia-Franche-Comté, w departamencie Saona i Loara.
Według danych na rok 1990 gminę zamieszkiwały 203 osoby, a gęstość zaludnienia wynosiła 13 osób/km² (wśród 2044 gmin Burgundii La Chapelle-de-Bragny plasuje się na 708. miejscu pod względem liczby ludności, natomiast pod względem powierzchni na miejscu 616.).